# 圣洛朗 (克勒兹省)
圣洛朗（法語：Saint-Laurent，法語發音：[sɛ̃ loʁɑ̃] ⓘ）是法国克勒兹省的一个市镇，位于该省西北部，属于盖雷区和大盖雷城市公共社区。

## 地理
圣洛朗（46°9'59"N, 1°57'45"E）面积12.93 平方千米，位于法国新阿基坦大区克勒兹省，该省份为法国中部省份，位于法國中央高原西北部，北起安德尔省和谢尔省，西接维埃纳省，南至科雷兹省，东临多姆山省，东北与阿列省接壤。
与圣洛朗接壤的市镇（或旧市镇、城区）包括：阿然、马泽拉、皮奥纳、拉索尼耶尔、圣费尔。
圣洛朗的时区为UTC+01:00、UTC+02:00（夏令时）。

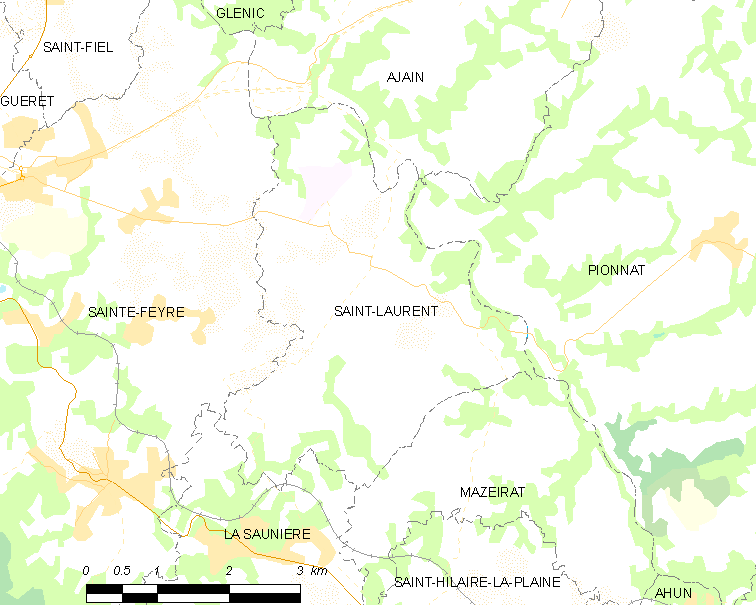
圣洛朗的OSM定位图

## 行政
圣洛朗的邮政编码为23000，INSEE市镇编码为23206。

## 政治
圣洛朗所属的省级选区为盖雷第一县。

## 人口

1962-2008年间圣洛朗人口变化图示

圣洛朗于2022年1月1日时的人口数量为678人。

## 交通
克勒兹省省道D3线和D4线在圣洛朗境内交汇。